# Ferrovia Barca d'Alva-La Fuente de San Esteban
La ferrovia Barca d'Alva-La Fuente de San Esteban è una linea ferroviaria di collegamento internazionale a scartamento iberico tra la ferrovia del Duero, nel nordest del Portogallo e la rete ferroviaria della Spagna. Fino alla chiusura, nel 1985 vi circolavano treni merci e viaggiatori tra Porto e Salamanca. Assieme alla ferrovia del Duero costituiva l'itinerario diretto più breve tra Porto e il resto d'Europa.

## Storia

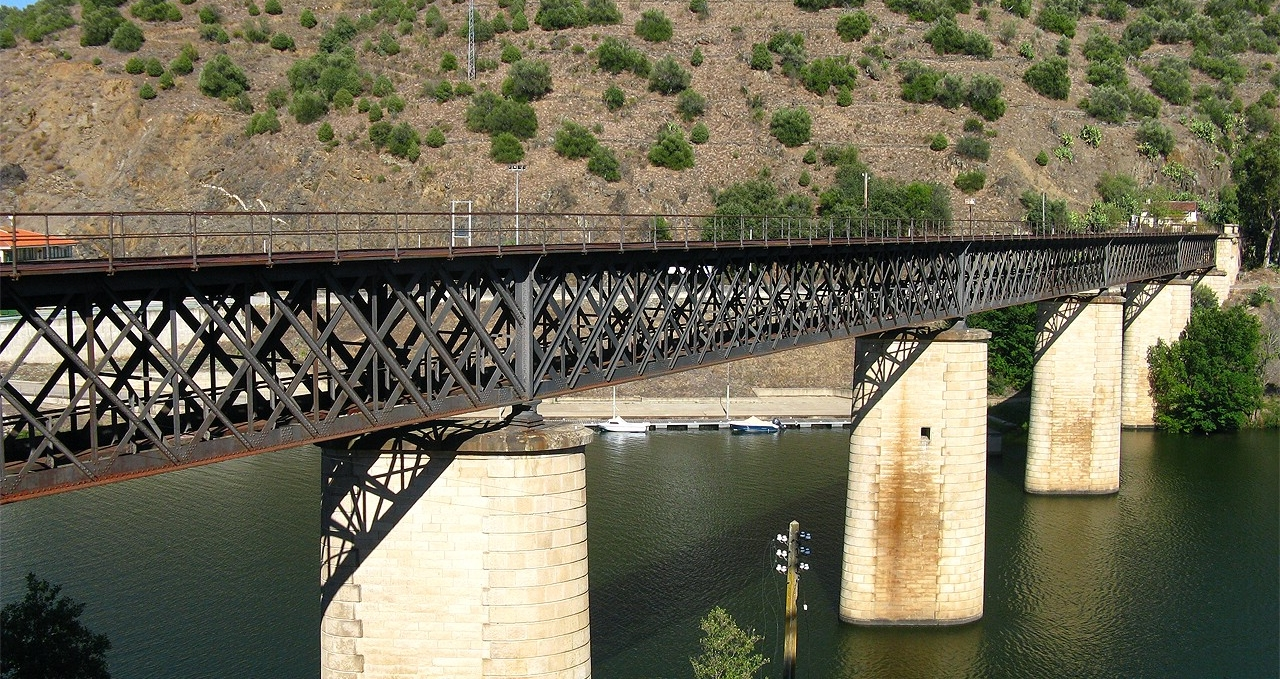
Ponte Internazionale sul fiume Águeda

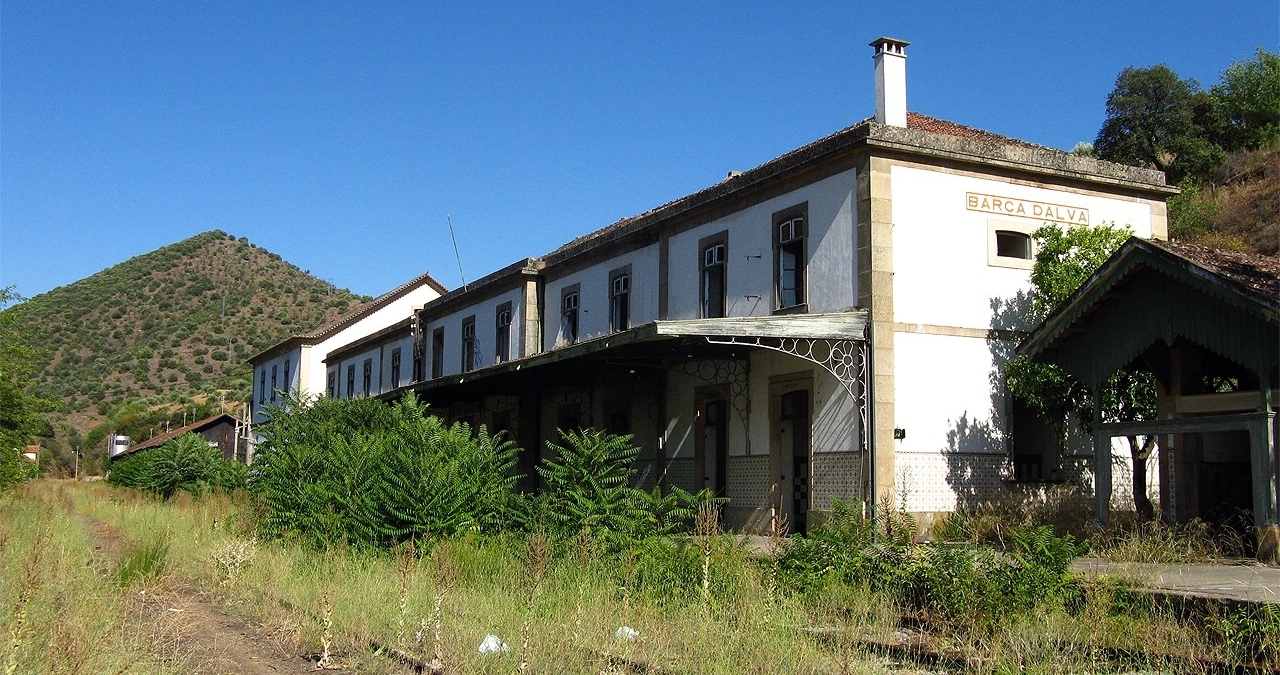
Stazione di Barca d'Alva in abbandono nel 2009

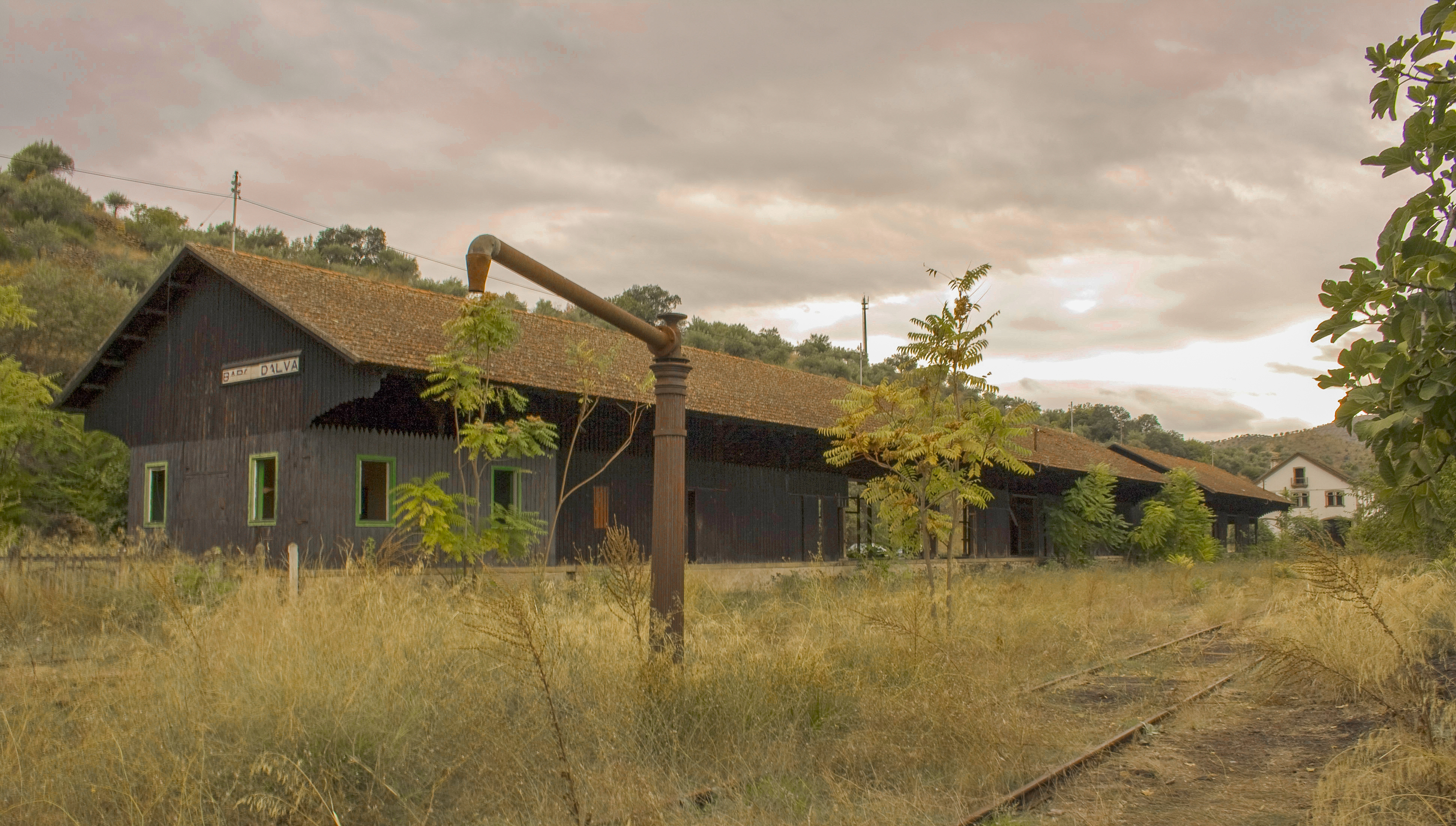
Stazione di Barca d'Alva, nel 2011

### Prodromi
Il 23 luglio 1883 venne approvato un decreto legge per prolungare la ferrovia del Duero fino alla frontiera spagnola su pressione di un gruppo di imprenditori e di banchieri di Porto. Analoghe iniziative, sul tratto spagnolo, venivano prese al fine di realizzare una ferrovia tra Barca d’Alva e La Fregeneda dalle quali la linea poi avrebbe proseguito verso le zone pianeggianti di Castiglia e León. I capitali occorrenti furono reperiti in Portogallo e la costruzione promossa da un gruppo di banchieri di Porto insieme alla "Companhia das Docas do Porto e del Ferrocarril de Salamanca a la Frontera Portuguesa" (quest'ultima in seguito trasferita alla Compañía Nacional de los Ferrocarriles del Oeste).

### Costruzione ed esercizio
Tra progressi e battute di arresto in merito alla localizzazione del viadotto sul fiume Águeda i lavori iniziarono nel 1882. La tratta Barca d’Alva-La Fregeneda presentò molte difficoltà di costruzione a causa dell'orografia "alpina" con curve di 300 m di raggio e rampe del 21‰; in soli 17 km dovettero essere costruiti 13 ponti in ferro e 20 gallerie.
La linea internazionale Barca d’Alva - La Fregeneda - Salamanca fu infine inaugurata il 9 dicembre 1887; lo stesso giorno avveniva l'inaugurazione della tratta portoghese Pocinho – Barca d’Alva permettendo l'istituzione di servizi ferroviari diretti internazionali tra Porto e Salamanca. La linea fu l'unica ad essere costruita in territorio straniero con capitali interamente portoghesi.
Inizialmente il traffico sulla ferrovia fu limitato a servizi viaggiatori locali che trovavano coincidenze a Barca d'Alva con treni spagnoli; il traffico merci, vinicolo ed agricolo, contribuì allo sviluppo delle aree del nord del Portogallo.
Agli inizi del XX secolo fu istituito un servizio diretto veloce, tra Porto e Medina del Campo, con corrispondenza assicurata su Madrid ed Hendaye. Il treno "Porto-Medina", dotato anche di servizio ristorante, fu uno dei treni più confortevoli ed efficienti dell'epoca.

### La linea inizia a decadere
Nei primi anni venti l'immissione di carrozze e locomotive più moderne e pesanti fece sorgere il progetto di ammodernamento e potenziamento della linea e dei ponti ma a causa della grande crisi economica tali lavori non vennero mai realizzati. Il degrado delle infrastrutture, con binari ancora da 36 kg/m e usurati, abbassava sempre di più la velocità massima ammessa e già negli anni sessanta molti treni erano stati sostituiti da automotrici. Presto gran parte del traffico venne deviato sulla Ferrovia della Beira Alta nonostante il percorso risultasse più lungo di oltre 100 km.

### La chiusura (1985-1988)

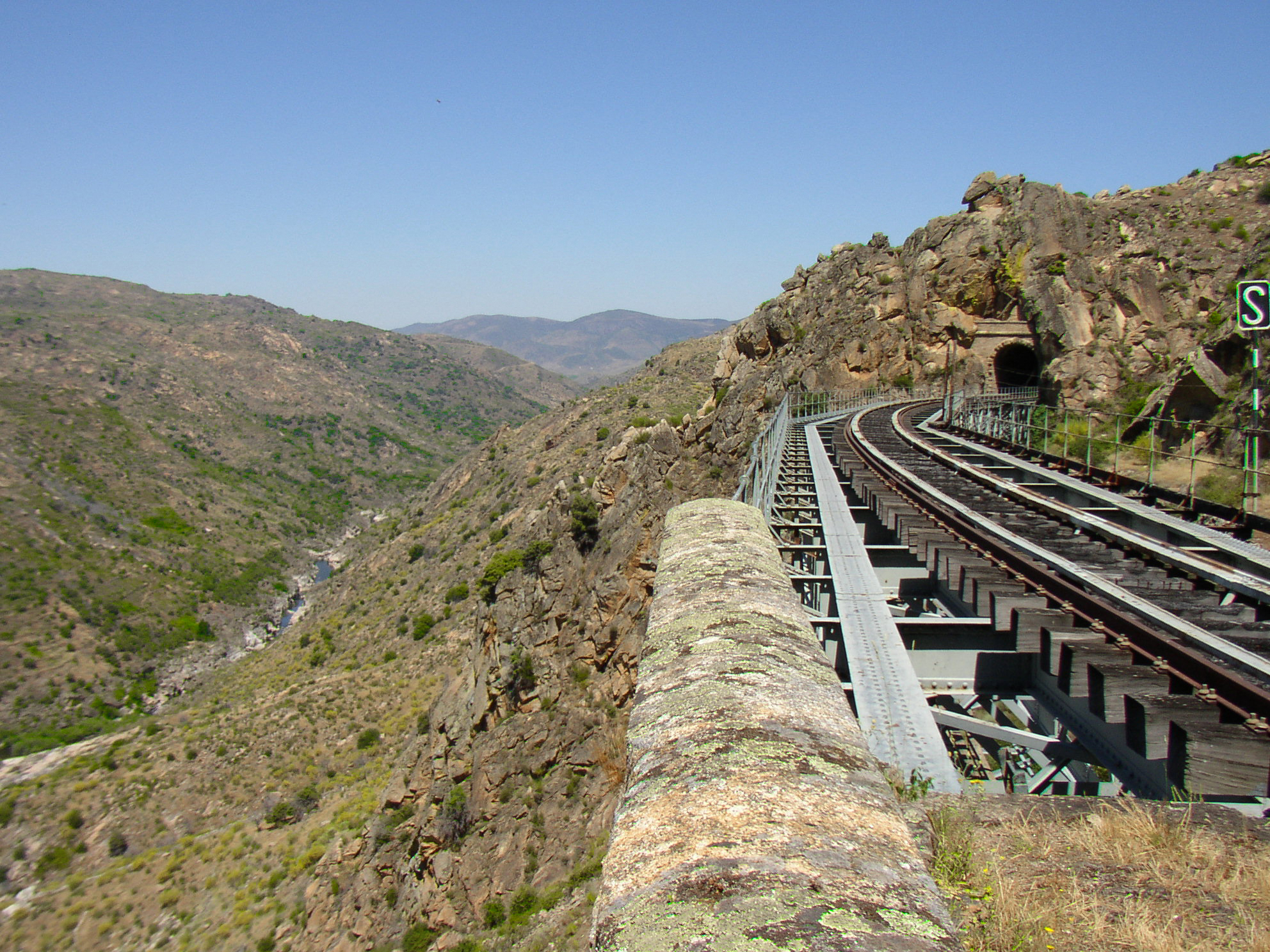
Il difficile tracciato nei pressi di La Fregeneda

Nel 1984 il governo spagnolo deliberò la chiusura della linea tra La Fuente de San Esteban e La Fregeneda nell'ambito di un più vasto piano di ristrutturazione della rete. Ciò comportava la cessazione dei servizi internazionali via Barca d’Alva. Il provvedimento prevedeva la chiusura dal 1º gennaio 1985.
Nel 1988 anche la tratta in territorio portoghese Pocinho - Barca d’Alva venne sospesa in quanto divenuta del tutto passiva. La ferrovià del Duero quindi fu limitata alla sezione Ermesinde - Pocinho.

### La linea diviene "bene monumentale culturale"
Il 22 novembre del 1999 il Ministero "de Educación y Cultura" avanzò la proposta di inserire la ferrovia dismessa tra l'elenco dei beni monumentali di interesse culturale della Spagna. Il Real Decreto n. 1934/2000, approvato dal Consiglio dei ministri del 24 novembre, dichiarò infine la linea ferrata La Fuente de San Esteban-La Fregeneda "Bene di interesse culturale, di categoria monumentale".

## Caratteristiche
| Continuation backward |

|  | Station on track |

|  | Unknown route-map component "exBHF" |

|  | Unknown route-map component "exBHF" |

|  | Unknown route-map component "exBHF" |

|  | Unknown route-map component "exBHF" |

| Transverse water | Unknown route-map component "xTZOLLWo" | Transverse water |

| Unknown route-map component "exBHF" |

| Unknown route-map component "exHST" |

| Unknown route-map component "exBHF" |

| Unknown route-map component "exHST" |

| Unknown route-map component "exHST" |

| Unknown route-map component "exHST" |

| Unknown route-map component "exHST" |

| Unknown route-map component "exHST" |

| Unknown route-map component "xABZg+r" |

| Station on track |

| Continuation forward |

La linea è lunga complessivamente 77,5 km tra Barca d’Alva e La Fuente de San Esteban-Boadilla; le stazioni intermedie sono La Fregeneda (stazione frontaliera dal lato spagnolo), Hinojosa de Duero, Lumbrales, Olmedo de Camaces-Cerralbo, Bogajo, Villavieja de Yeltes, Villares de Yeltes, Boada, La Fuente de San Esteban-Boadilla.
La linea gira intorno a La Fregeneda da ovest a nord-est fino alla sponda del Duero ma non vi si avvicina a meno di 2 km; la stazione stessa si trova in località Valdenoguera a 2,5 km a est di distanza.
A La Fuente de San Esteban-Boadilla si innestava nella ferrovia Salamanca-Beira Alta Mediante la stazione di La Fuente de San Esteban-Boadilla si poteva raggiungere la stazione terminale di Salamanca o la Francia e Parigi via Vilar Formoso (Ferrovia della Beira Alta).

### Traffico
La linea era percorsa anche da treni merci trainati da locomotive gruppo 303 o 304 Renfe di basso peso assiale a causa dei numerosi ponti in ferro di limitata portata.